# اچ‌ام‌اس اچ۲۲
اچ‌ام‌اس اچ۲۲ (به انگلیسی: HMS H22) یک زیردریایی بود که طول آن ۱۷۱ فوت ۰ اینچ (۵۲٫۱۲ متر) بود. این زیردریایی در سال ۱۹۱۷ ساخته شد.